# Plac Sejmu Śląskiego w Katowicach
Plac Sejmu Śląskiego w Katowicach – plac w Katowicach, położony w dzielnicy Śródmieście, pomiędzy ulicami Jagiellońską, J. Lompy i J. Ligonia. Wykształcony został w latach międzywojennych, stoją przy nim m.in. gmachy Sejmu Śląskiego i Urzędów Niezespolonych, a na samym placu pomnik Wojciecha Korfantego.

## Charakterystyka

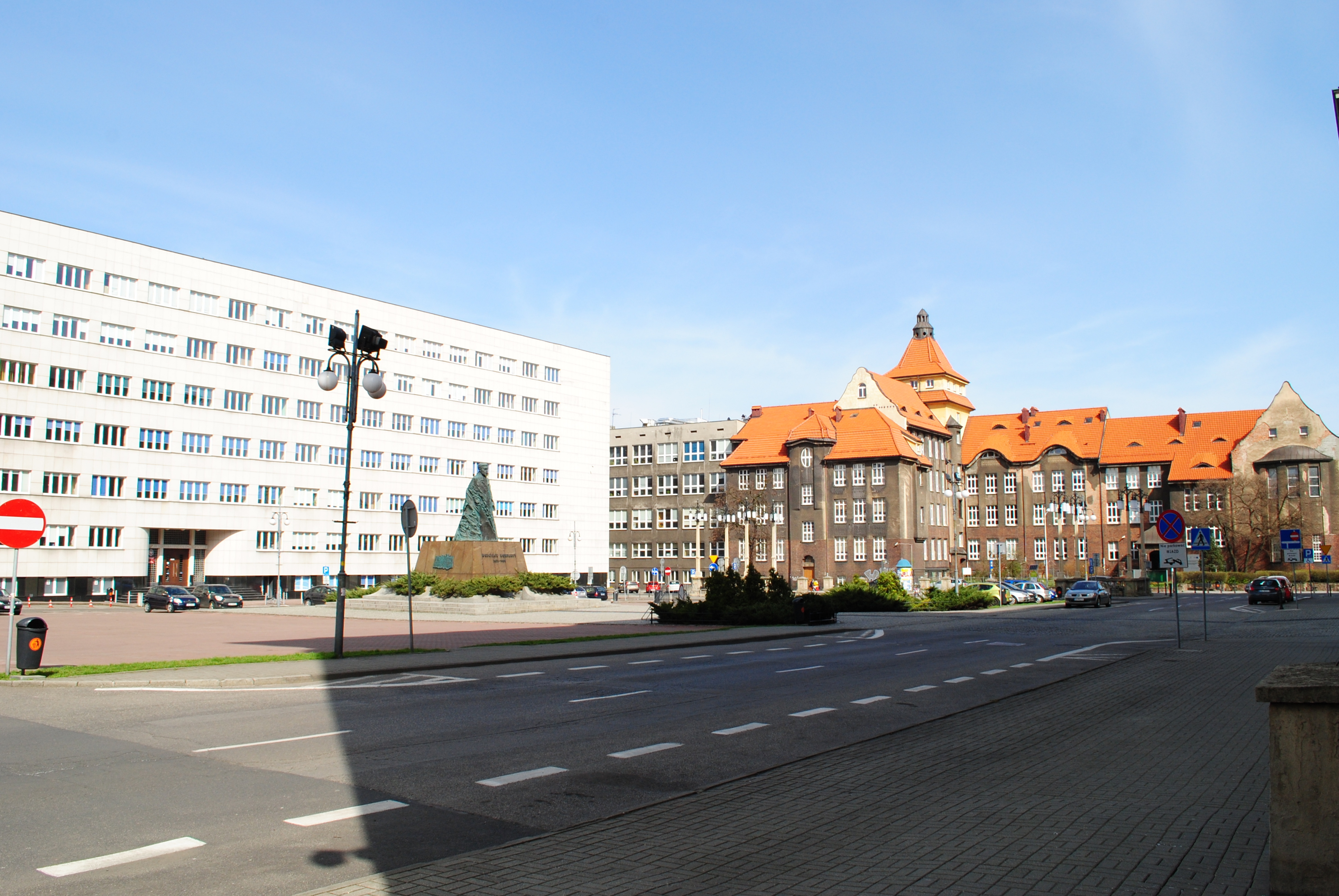
Plac Sejmu Śląskiego od strony południowo-wschodniej (2021)

Plac Sejmu Śląskiego położony jest w Śródmieściu Katowic i zamykają go ulice: Jagiellońska (od północy), J. Ligonia (od południa) i J. Lompy (od wschodu). Posiada wydłużony kształt o wymiarach około 100×60 m. Jest drogą gminną nr 100795S o klasie drogi dojazdowej (D). W systemie TERYT widnieje pod numerem 50454, natomiast kod pocztowy dla adresów przy nim to 40-032. 
Znajduje się w „pasie placów miejskich” – plac K. Miarki, plac Sejmu Śląskiego, plac Bolesława Chrobrego i plac Rady Europy.
Na placu Sejmu Śląskiego skupiają się ważne i charakterystyczne dla miasta obiekty, które obejmują gmach urzędów Wojewódzkiego i Marszałkowskiego czy siedzibę instytucji kultury Katowice Miasto Ogrodów (wcześniej Górnośląskie Centrum Kultury). Pomnik Wojciecha Korfantego znajdujący się pośrodku placu jest otoczony przez miejsca parkingowe. Plac Sejmu Śląskiego jest także miejscem organizacji różnego typu uroczystości państwowych, a także koncertów, wystaw i happeningów, na czas ich trwania jest on niedostępny dla samochodów osobowych.
Po północnej stronie placu, przy ulicy Jagiellońskiej znajduje się przystanek autobusowy ZTM Katowice Jagiellońska.
Założenie urbanistyczne placu Sejmu Śląskiego wpisane jest do gminnej ewidencji zabytków miasta Katowice.

## Historia

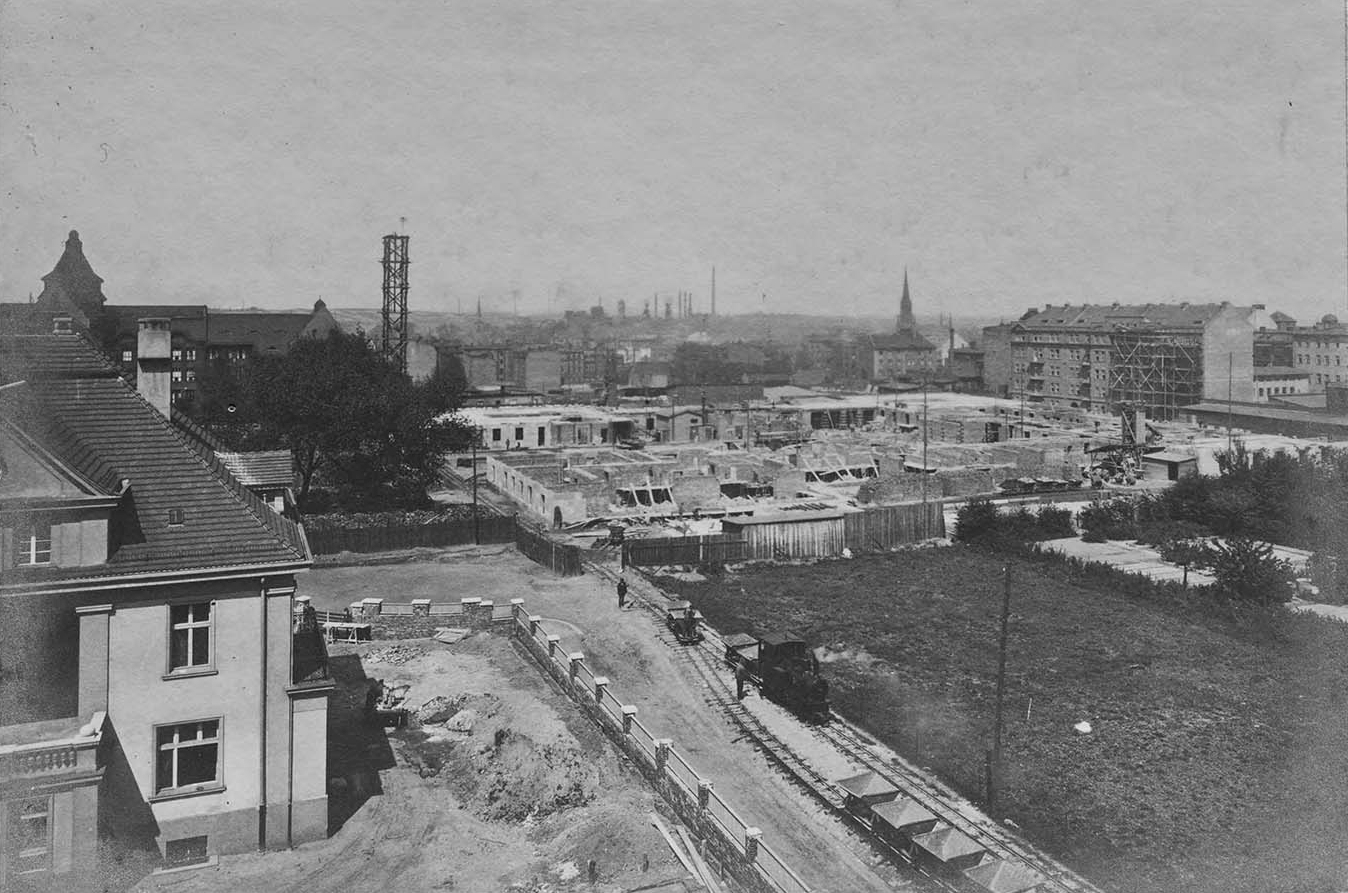
Plac w kwietniu 1925 roku podczas wznoszenia gmachu Sejmu Śląskiego

Plac Sejmu Śląskiego został wytyczony w latach 20. XX wieku. Przed I wojną światową znajdowało się tu puste miejsce, otoczone wytyczanymi dopiero uliczkami. Powstał przy nim gmachu Sejmu Śląskiego, wybudowany w latach 1925–1929 – uroczyste otwarcie budynku odbyło się 5 maja 1929 roku. W latach 1935–1936 naprzeciwko budynku Urzędu Wojewódzkiego i Sejmu Śląskiego wzniesiono gmach Urzędów Niezespolonych, w którym mieściły się: Kuratorium Szkolne, Prokuratoria Generalna i Wojewódzki Urząd Budowalny. Plac był w tamtym czasie miejscem wielu uroczystości. 
W dwudziestoleciu międzywojennym nosił nazwę plac Powstańców – uroczystość nadania tej nazwy odbyła się 16 października 1938 roku. 15 lipca 1939 roku na ówczesnym placu Powstańców odbył się koncert Jana Kiepury i Jerzego Gardy, z którego dochód został przekazany Funduszowi Obrony Narodowej. 

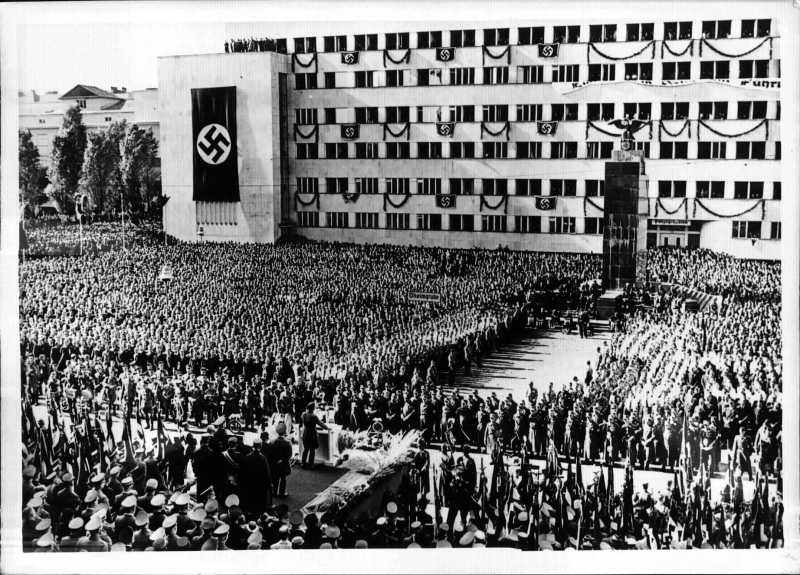
Plac Sejmu Śląskiego w 1939 roku, widoczny niemiecki pomnik orła na cokole planowanego przed wojną pomnika Józefa Piłsudskiego

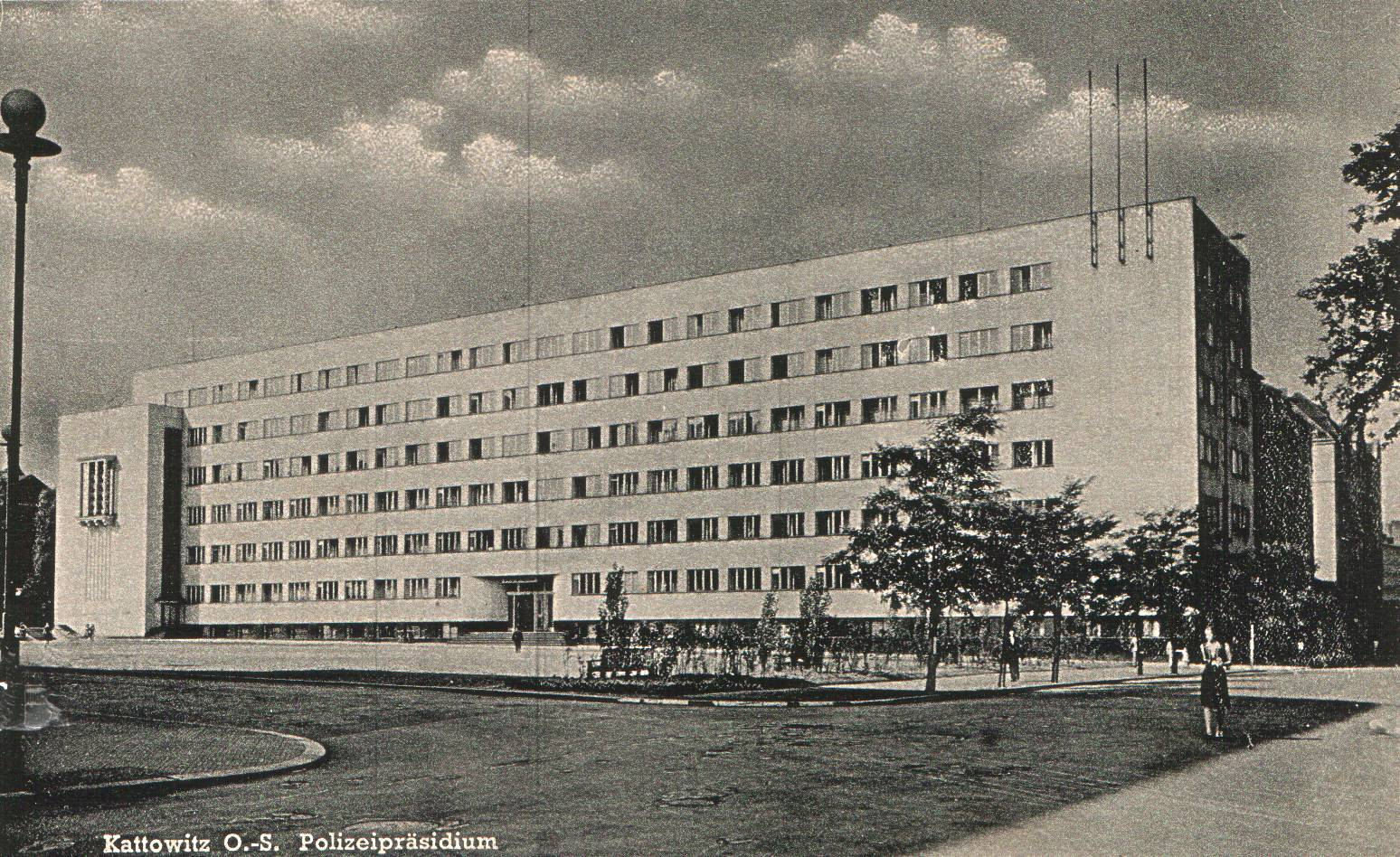
Gmach Urzędów Niezespolonych w czasie II wojny światowej

W okresie niemieckiej okupacji Polski podczas II wojny światowej w budynku Urzędów Niezespolonych mieściła się siedziba Prezydium Policji (niem. Polizeipräsidium). Przed nim, 15 października 1939 roku odbyła się zorganizowana przez Niemców duża manifestacja z okazji przyłączenia okupowanej części Górnego Śląska do III Rzeszy. Manifestacja na obecnym placu Sejmu Śląskiego z udziałem m.in. ministra propagandy Josepha Goebbelsa odbyła się także 1 września 1940 roku. W tym okresie istniał na placu także cokół, gdzie przed wojną miał stanąć pomnik Józefa Piłsudskiego. Niemcy wykorzystali go, by stworzyć tam obelisk z orłem ze swastyką.
W okresie Polski Ludowej obszar ten nosił najpierw nazwę plac Wojewódzki, od 1948 roku plac Inwalidów Wojennych, natomiast od 1951 roku plac Feliksa Dzierżyńskiego. 
Podczas wydarzeń marcowych, 14 marca 1968 roku odbył się na placu wiec poparcia dla polityki PZPR i Władysława Gomułki. Wówczas to I Sekretarz KW PZPR Edward Gierek wygłosił przemówienie o „śląskiej wodzie, co pogruchocze kości syjonistom i innym wrogom ustroju”.
W kwietniu 1977 roku rozpoczęto prace nad wzniesieniem budynku Centrum Kształcenia Ideowo-Wychowawczego Kadr Robotniczych. Pomysłodawcą tego przedsięwzięcia był Zdzisław Grudzień – ówczesny I Sekretarz KW PZPR. Przez dziesięć dni zabudowania, znajdujące się w miejscu inwestycji, rozebrano. Południowa pierzeja placu została zburzona, wyburzono m.in. secesyjną willę, w której to w 1957 roku zainaugurowano działalność Telewizji Katowice, budynek Hurtowni Wyrobów Tytoniowych z ogrodem oraz kilka okolicznych kamienic (posiadały adresy ul. J. Ligonia 35 oraz ul. J. Ligonia 37-39). Budynek tzw. Dezember Palastu został oddany do użytku 3 grudnia 1979 roku. Dyrekcja Wojewódzkiej Hali Widowiskowo Sportowej zarząd nad nim przejęła 23 marca 1982 roku, natomiast od 1 lipca 1983 roku funkcjonowała nowo powołana wówczas instytucja – Centrum Kultury w Katowicach.
W 1990 roku obszarowi nadano nazwę plac Sejmu Śląskiego. W 1993 roku postawiono pomnik Józefa Piłsudskiego, ale nie tam gdzie pierwotnie planowano (na placu Sejmu Śląskiego), ale obok – na placu Bolesława Chrobrego. Na samym natomiast placu Sejmu Śląskiego 19 czerwca 1999 roku odsłonięto pomnik Wojciecha Korfantego dłuta Zygmunta Brachmańskiego. Na cokole widnieje napis: Wojciech Korfanty 1873–1939. Jedną tylko wypowiadam prośbę do ludu śląskiego, by pozostał wierny swym zasadom chrześcijańskim i swemu przywiązaniu do Polski. Akt erekcyjny pomnika wmurowano 21 czerwca 1997 roku w obecności wnuka Korfantego – Feliksa. Przy tej okazji Wojciech Korfanty został pośmiertnie odznaczony Orderem Orła Białego.

## Obiekty zabytkowe i historyczne
Plac zamykają następujące obiekty:

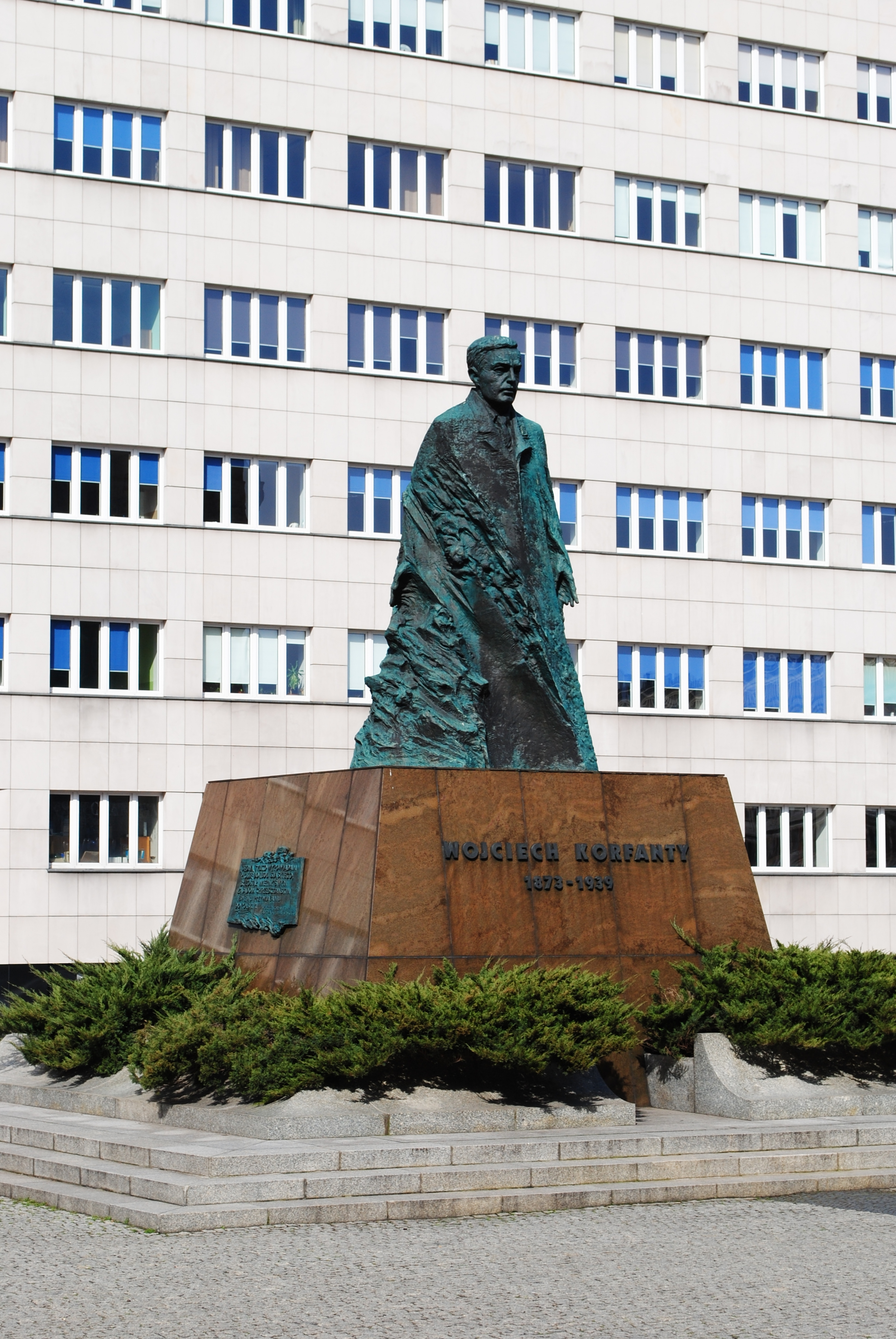
Pomnik Wojciecha Korfantego na placu Sejmu Śląskiego (2021)

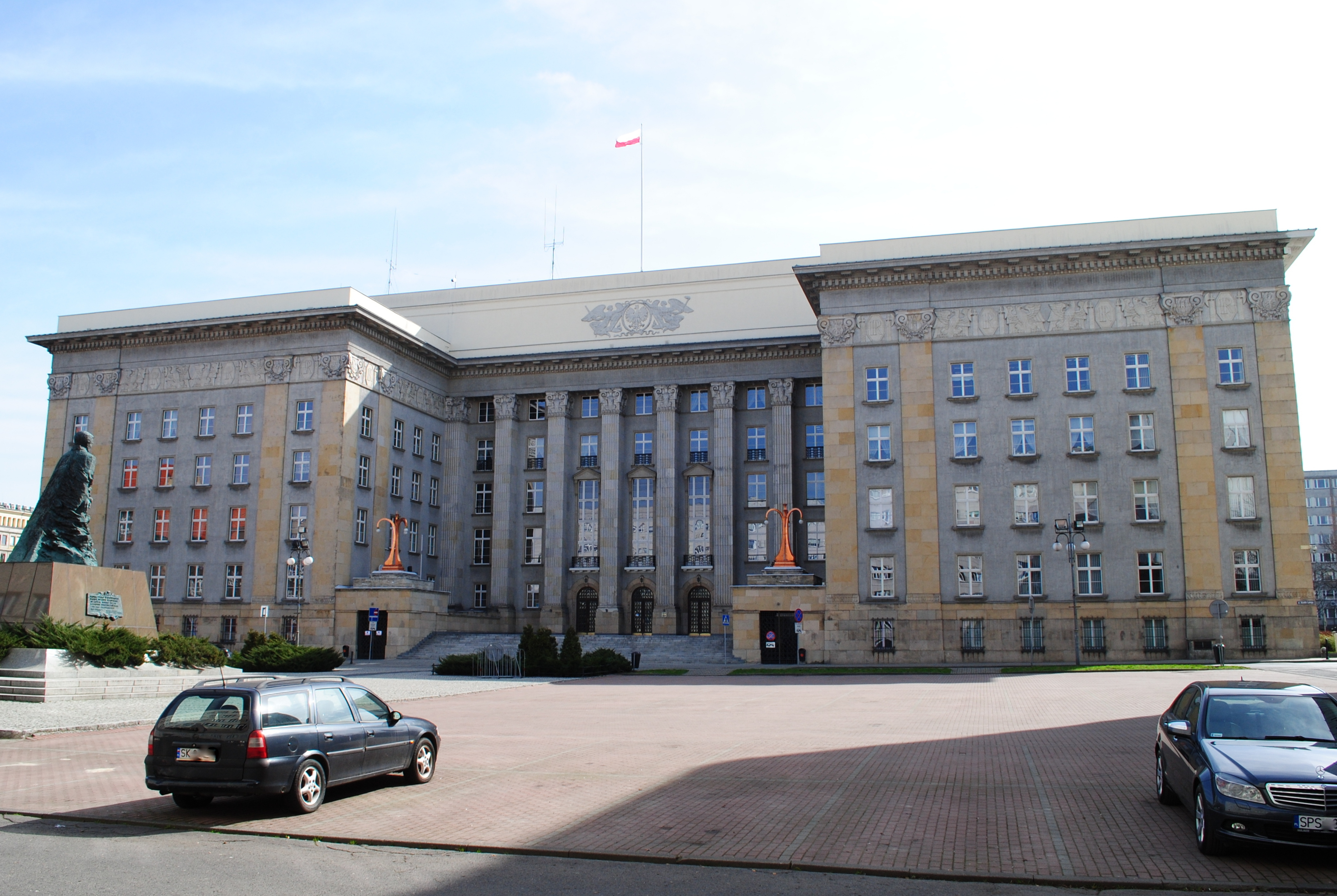
Gmach Sejmu Śląskiego – widok od strony zachodniej (2021)

- Od północy – budynek d. Szkoły Realnej (ul. Jagiellońska 28) – jest jednym z budynków Wydziału Nauk Przyrodniczych Uniwersytetu Śląskiego w Katowicach (jest siedzibą Instytutu Biologii, Biotechnologii i Ochrony Środowiska)[30]; wzniesiony w latach 1903–1906 w stylu łączącego wczesny modernizm i historyzm; jest to obiekt o trójskrzydłowej konstrukcji; od 1970 roku działał tutaj Instytut Biologii Uniwersytetu Śląskiego – późniejszy Wydział Biologii i Ochrony Środowiska[31]; wpisany jest do rejestru zabytków nieruchomych 27 września 1988 roku pod nr. A/704/2020[12],
- Od wschodu – gmach Sejmu Śląskiego (ul. Jagiellońska 25) – wzniesiony w latach 1924–1927 według projektu Ludwika Wojtyczki, Piotra Jurkiewicza i Stefana Żeleńskiego w stylu neoklasycyzmu; koszt budowy wyniósł 13 mln złotych; budynek posiada 634 pomieszczenia; w momencie oddania do użytku był budynkiem o największej kubaturze w Polsce[32]; wartość budynku na dzień 1 września 1939 roku wynosiła 13,5 mln złotych[33][34]; gmach wpisano do rejestru zabytków nieruchomych 19 sierpnia 1978 roku (nr rej.: A/285/09)[12]; składa się z czteroskrzydłowego korpusu głównego ujętego w narożne ryzality; jego elewacje zostały podzielone pilastrami o wielkim porządku; wieńczy go fryz wypełniony tarczami z inicjałami „RP” i flankowanymi rózgami liktorskimi; w zachodniej części gmachu znajduje się wejście do części sejmowej prowadzonej przez reprezentacyjny westybul[13],
- Od południa – budynek d. Centrum Kształcenia Ideowo-Wychowawczego Kadr Robotniczych (pl. Sejmu Śląskiego 2) – siedziba m.in. instytucji kultury Katowice Miasto Ogrodów (od 2016 roku; poprzednio Centrum Kultury Katowice im. Krystyny Bochenek); obiekt wzniesiono w latach 1977–1979[8]; pierwotnie gmach posiadał 1 007 miejsc siedzących w głównej sali oraz zaplecze hotelowe[8],
- Od zachodu – gmach Urzędów Niezespolonych (ul. Jagiellońska 23; pl. Sejmu Śląskiego 1[35]) – sześciokondygnacyjny, wzniesiony w latach 1935–1936 według projektu Witolda Kłębkowskiego[15][32]; w latach 1991–2021 roku w budynku tym mieścił się Wydział Filologiczny i późniejszy Wydział Humanistyczny Uniwersytetu Śląskiego w Katowicach[36]; wartość budynku na dzień 1 września 1939 roku wynosiła 2,2 mln złotych[33]; w południowej części elewacji po lewej stronie przed II wojną światową istniała płaskorzeźba przedstawiająca orła wpisanego w koło, której autorem był Stanisław Szukalski[37]; 10 kwietnia 2011 roku w budynku odsłonięto tablicę pamiątkową poświęconą senator Krystynie Bochenek[38]; gmach charakteryzuje się podłużną bryłą o jednolicie gładkich ścianach; cokół pokryty został czarnym bazaltem, a pozostałe ściany taflami białego marmuru[37].

## Instytucje
Przy placu Sejmu Śląskiego swoją siedzibę mają m.in. (stan na koniec 2024 roku):
- Katowice Miasto Ogrodów – Instytucja Kultury im. Krystyny Bochenek (dawniej Centrum Kultury Katowice im. Krystyny Bochenek; pl. Sejmu Śląskiego 2) – powstałe 1 lipca 2010 roku z połączenia Górnośląskiego Centrum Kultury i Estrady Śląskiej[39]; w którego budynku mieszczą się m.in.:
  - Teatr Korez[40],
  - Galerie autorskie, m.in.: Engram[41], Pusta[42], 5[43] czy Wspólna[44],
  - Redakcja lokalnego miejskiego przewodnika Ultramaryna[45],
  - Jazz Club Hipnoza[46].